# Heddy Honigmann
Heddy Honigmann (Lima, 1 de octubre de 1951-Ámsterdam, 21 de mayo de 2022) fue una cineasta peruano-neerlandesa que se dedicó principalmente a la realización de documentales.

## Biografía
Hija de sobrevivientes austriacos y polacos del Holocausto, nació en 1951 en la ciudad de Lima, Perú, donde estudió biología y literatura en la Universidad de Lima. Dejó Perú en 1973, viajó por México, Israel, España y Francia, y más tarde estudió cine en el Centro Sperimentale di Cinematografia en Roma. En 1978 se convirtió en ciudadana neerlandesa y residió en Ámsterdam, aunque su carrera cinematográfica la llevó alrededor del mundo.
Falleció en Ámsterdam el 21 de mayo de 2022, a los setenta años, tras luchar durante años con la esclerosis múltiple y el cáncer.

## Filmografía

### Documentales
| Año  | Título original                                            | Título en castellano                                       | Notas        | Refs.         |
| ---- | ---------------------------------------------------------- | ---------------------------------------------------------- | ------------ | ------------- |
| 1979 | L'Israeli dei Beduini                                      | El Israel de los beduinos                                  |              | [ 6 ]         |
| 1980 | Overgang                                                   | Menopausia                                                 | como Editora | [ 7 ]         |
| 1981 | Het Vuur                                                   | El fuego                                                   |              | [ 8 ]         |
| 1981 | Er gaat een eindeloze stoet mensen door mij heen           | La gente pasa a través de mí en una procesión interminable | como Editora | [ 9 ]         |
| 1982 | De overkant                                                | El otro lado                                               |              | [ 10 ]        |
| 1983 | De witte paraplu                                           | El paraguas blanco                                         |              | [ 11 ]        |
| 1984 | Uit & thuis                                                |                                                            |              | [ 12 ]        |
| 1999 | Hanna lacht                                                | Hanna se ríe                                               |              | [ 13 ]        |
| 1990 | Viermaal mijn hart                                         | Mi corazón cuatro veces                                    |              | [ 14 ]        |
| 1990 | Ghatak                                                     |                                                            |              | [ 15 ]        |
| 1991 | Verhalen die ik mijzelf vertel                             | Historias que me cuento                                    |              | [ 16 ]        |
| 1993 | Oog in oog - Hoeveel strippen naar Calcutta?               |                                                            | (Tv)         | [ 17 ]        |
| 1993 | Oog in oog - Breinaald in aquariumvis                      |                                                            | (Tv)         | [ 18 ]        |
| 1993 | Metal y melancolía                                         | --                                                         |              | [ 19 ]        |
| 1994 | In de schaduw van de oorlog                                | A la sombra de la guerra                                   |              | [ 20 ]        |
| 1996 | O Amor Natural                                             |                                                            |              | [ 21 ]        |
| 1997 | Het ondergrondse orkest                                    | La orquesta subterránea                                    |              | [ 22 ]        |
| 1998 | 22 minuten stilte a.u.b.                                   | Silencio 22 minutos por favor                              |              | [ 23 ]        |
| 1999 | Crazy                                                      | Loco                                                       |              | [ 24 ]        |
| 2000 | Film en melancholie                                        | Cine y melancolía                                          |              | [ 25 ]        |
| 2000 | 10 Geboden                                                 | Los 10 mandamientos                                        |              | [ 26 ]        |
| 2001 | Goede man, lieve zoon                                      | Buen marido, querido hijo                                  |              | [ 27 ]        |
| 2003 | Dame la Mano                                               | --                                                         |              | [ 28 ]        |
| 2004 | Liefde gaat door de maag: Zelfs de boter zingt             | El Amor pasa por el estómago: Incluso la mantequilla canta | (Tv)         | [ 29 ]        |
| 2004 | Liefde gaat door de maag: Saudade                          | El Amor pasa por el estómago: Saudade                      | (Tv)         | [ 30 ]        |
| 2004 | Liefde gaat door de maag: Een sjtetl die niet meer bestaat | El Amor pasa por el estómago: Un shtetl que ya no existe   | (Tv)         | [ 31 ]        |
| 2005 | Ingelijst huwelijk                                         | Matrimonio enmarcado                                       |              | [ 32 ]        |
| 2005 | 26.000 gezichten                                           | 26.000 caras                                               |              | [ 33 ]        |
| 2006 | Forever                                                    | Para siempre                                               |              | [ 34 ]        |
| 2007 | Emoticons                                                  |                                                            | (Tv)         | [ 35 ]        |
| 2008 | El Olvido                                                  | --                                                         |              | [ 36 ]        |
| 2011 | DroomBoom                                                  | Árbol de sueños                                            |              | [ 37 ]        |
| 2011 | West-side stories                                          | Historia del lado oeste                                    | Serie        | [ 38 ] [ 39 ] |
| 2011 | En op 'n Goede Dag                                         | Y luego un día                                             |              | [ 40 ]        |
| 2012 | Herinneringen aan Vuur                                     | Memorias sobre el fuego                                    |              | [ 41 ] [ 42 ] |
| 2014 | Around the world in 50 concerts                            | Alrededor del mundo en 50 conciertos                       |              | [ 43 ]        |
| 2016 | Microbe Fighters                                           | Combatientes de microbios                                  |              | [ 44 ]        |
| 2021 | No Hay Camino                                              |                                                            |              | [ 45 ]        |

### Ficción
- 1985 - De deur van het huis (largometraje)
- 1988 - Hersenschimmen (Sombras mentales) (largometraje)
- 1989 - Uw mening graag (Tu opinión por favor)
- 1995 - Tot ziens (Adiós)
- 1998 - De juiste maat (El tamaño correcto)

## Reconocimientos
- 2016. Fondo de Cultura Príncipe Bernhard de Holanda[5]
- Cinéma du Réel[46]
  - 1998. Premio SCAM para Het Ondergrondse Orkest (La orquesta subterránea)
  - 1994. Premio Cinéma du Réel para Metal y melancolía

- Festival de Cine de Köln/Dortmund
  - 2012. Premio Honorario como Documentalista[47]

- IndieLisboa International Independent Film Festival
  - 2010. Premio del Público Forever (Para siempre)[46]

- Festival Internacional de Cine Documental de Navarra
  - 2007. Premio Principal Punto de Vista para Forever (Para siempre)[46]

- San Francisco International Film Festival
  - 2007. Premio Golden Gate a la Persistencia de la Visión[48]
  - 1996. Certificado de Méritos para O Amor natural[49]

- Hot Docs Festival Internacional Canadiense de Documentales
  - 2007. Premio al Logro Excepcional[50][51][46]

- Festival Internacional de Cine Documental de Amsterdam
  - 1999. Premio del Público para Crazy (Loco)[46]

- Festival de Cine Holandés[46]
  - 2013. Premio a la Leyenda Viva[5]
  - 2006. Becerro de Oro en la categoría de 'Mejor documental', premio KNF y Premio de la crítica para Forever (Para siempre)[52]
  - 2006. Becerro de Oro en la categoría de 'Mejor documental' para Crazy (Loco)
  - 1998. Premio de la Crítica para Het Ondergrondse Orkest (La orquesta subterránea)
  - 1995. Premio de la Crítica para Tot ziens (Adiós)

- Valladolid International Film Festival
  - 2000. Premio a 'Mejor documental' para Crazy (Loco)[46]

- Vancouver International Film Festival
  - 1998. Premio Humanitario Chief Dan George para Het Ondergrondse Orkest (La orquesta subterránea)[46]

- Yamagata International Documentary Film Festival[46]
  - 2009. Premio del Alcalde para El Olvido
  - 1999. Premio Especial para Het Ondergrondse Orkest (La orquesta subterránea)
  - 1995. Premio del Alcalde para Metal y melancolía